# Skowhegan (condado de Somerset)
Skowhegan es un lugar designado por el censo ubicado en el condado de Somerset en el estado estadounidense de Maine. En el Censo de 2010 tenía una población de 6.297 habitantes y una densidad poblacional de 172,58 personas por km².

## Geografía
Skowhegan se encuentra ubicado en las coordenadas 44°46′41″N 69°42′44″O / 44.77806, -69.71222. Según la Oficina del Censo de los Estados Unidos, Skowhegan tiene una superficie total de 36.49 km², de la cual 34.62 km² corresponden a tierra firme y (5.13%) 1.87 km² es agua.

## Demografía
Según el censo de 2010, había 6.297 personas residiendo en Skowhegan. La densidad de población era de 172,58 hab./km². De los 6.297 habitantes, Skowhegan estaba compuesto por el 96.74% blancos, el 0.43% eran afroamericanos, el 0.44% eran amerindios, el 0.7% eran asiáticos, el 0.02% eran isleños del Pacífico, el 0.08% eran de otras razas y el 1.59% pertenecían a dos o más razas. Del total de la población el 0.44% eran hispanos o latinos de cualquier raza.